# Hạ Nghị viện Vương quốc Liên hiệp Anh và Bắc Ireland
Hạ Nghị viện Vương quốc Liên hiệp Anh và Bắc Ireland, cũng gọi ngắn gọn là Hạ viện Anh, Viện Thứ dân, là hạ nghị viện trong Quốc hội Vương quốc Liên hiệp Anh và Bắc Ireland, và hiện nay là viện quan trọng hơn trong Nghị viện. Tên chính thức là Viện Thứ dân (House of Commons). Quốc hội cũng bao gồm Quốc vương và Thượng Nghị viện (Viện Quý tộc).
Hạ Nghị viện là cơ quan dân cử, gồm 650 nghị viên được gọi là các Thành viên Quốc hội (tiếng Anh: Members of Parliament, viết tắt MPs). Các nghị viên Hạ viện được bầu theo chế độ đa số tương đối (first past the post) và có nhiệm kỳ hạn chế, phục vụ đến khi Hạ Nghị viện bị giải tán (mỗi nhiệm kỳ tối đa là 5 năm). Mỗi nghị viên Hạ viên được bầu bởi một khu vực bầu cử và đại biểu cho khu vực ấy. Đa số các bộ trưởng trong chính phủ Anh đều từ Hạ Nghị viện, và từ năm 1902, tất cả các Thủ tướng cũng vậy, trừ nhiệm kỳ rất ngắn của ông Alec Douglas-Home năm 1963. Ông Douglas-Home được mời thành lập chính phủ mới lúc đang là Bá tước Home đệ Thập tứ, nhưng trong vài ngày, ông từ bỏ tước hiệu quý tộc và trở thành nghị viên Hạ viện.